# Ескурра
Ескурра (баск. Ezkurra (офіційна назва), ісп. Ezcurra) — муніципалітет в Іспанії, у складі автономної спільноти Наварра. Населення — 169 осіб (2009).
Муніципалітет розташований на відстані близько 330 км на північний схід від Мадрида, 34 км на північний захід від Памплони.

## Демографія
Динаміка населення (INE ):

## Галерея зображень

Розташування муніципалітету
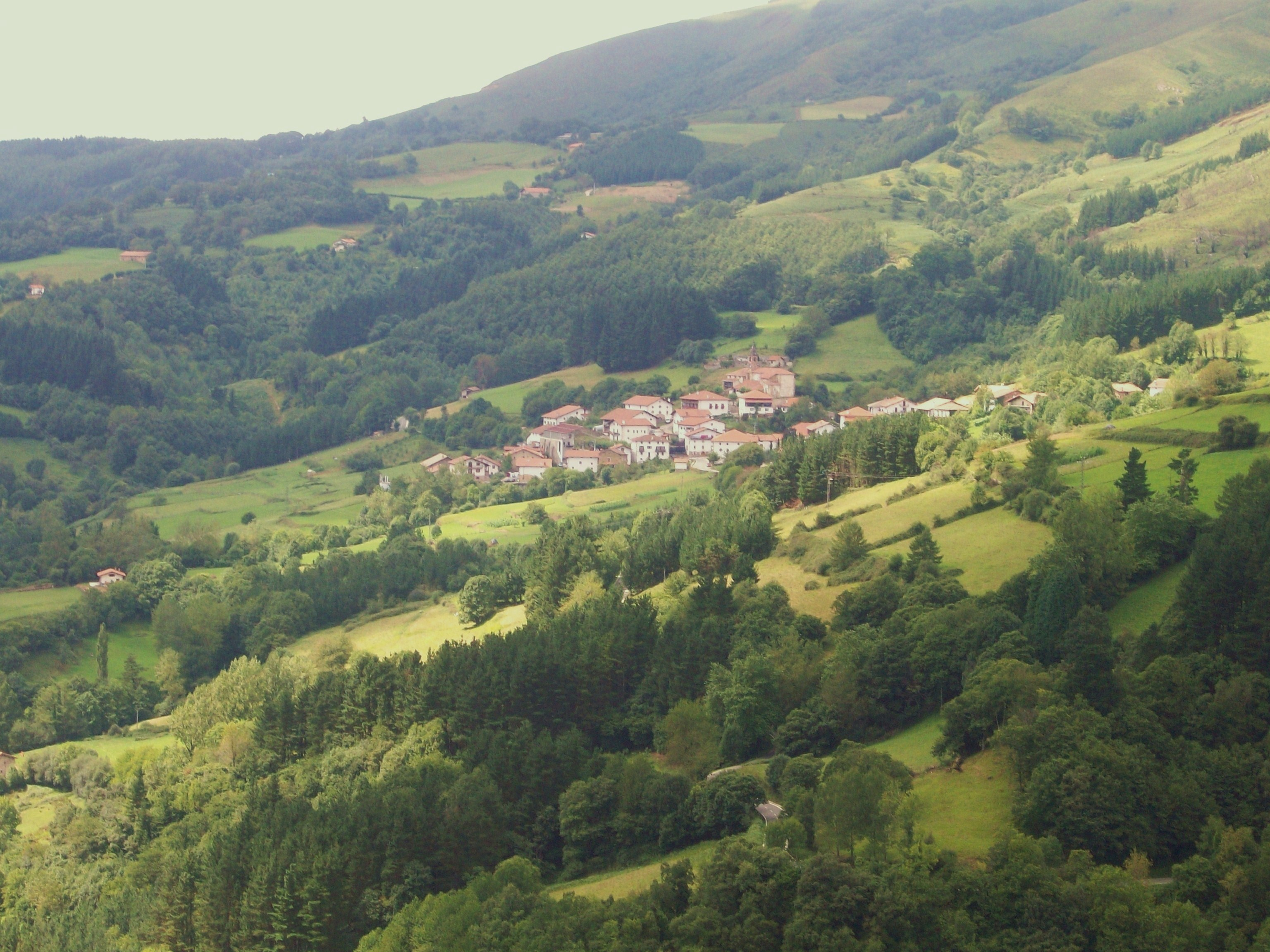
Ескурра